# Hjemmeværnets Anciennitetstegn
Hjemmeværnets Anciennitetstegn er et dansk fortjensttegn benyttet af Hjemmeværnet og blev indstiftet 25. november 1973. Fortjensttegnet tildeles medlemmer af Hjemmeværnet der har gjort frivillig tjeneste i 25 år og tildeles af Hjemmeværnsledelsen.
Der findes yderligere tre grader af dette tegn der hver tildeles efter et antal års frivillig tjeneste:
- Hjemmeværnets 40 års anciennitetstegn (indstiftet 6. september 1988)
- Hjemmeværnets 50 års anciennitetstegn (indstiftet 12. april 2000)
- Hjemmeværnets 60 års anciennitetstegn (indstiftet 2009)
- Hjemmeværnets 70 års anciennitetstegn (indstiftet 2019)[2]

Medaljen er præget i sølv og på adversen er der et tryk af en egekrans der indrammer en krydset økse og maskinpistol samt en hånd holdende en fakkel og øverst en kongekrone. På reversen er der indgraveret teksten "For frivillig tjeneste i Hjemmeværnet". Medaljen er ophængt i et marineblåt krydsbånd med fire smalle hvide striber, to lyseblå striber og en bred grøn stribe.

## Eksterne links
- retsinformation.dk: Cirkulære om tildeling af Hjemmeværnets anciennitetstegn
- Hjemmeværnet.dk: Medaljer og tegn Arkiveret 15. juli 2018 hos  Wayback Machine
- Skibden.dk Hjemmeværnets anciennitetstegn Arkiveret 31. december 2019 hos  Wayback Machine